# شهرستان کرن (کالیفرنیا)
شهرستان کِرْنْ (به انگلیسی Kern County) در جنوب دره مرکزی در ایالت کالیفرنیا در آمریکا واقع شده‌است. در سال ۱۸۶۶ بنا شده‌است و در شرق از دامنهٔ جنوبی بخش شرقی رشته‌کوه‌های سیرا نوادا تا صحرای موهاوی کشیده شده‌است و بخش‌هایی از دره‌های ایندینز ولز و آنتلوپ را شامل می‌شود و دارای مساحتی بزرگ‌تر از ایالت کنتیکت می‌باشد. مطابق با سرشماری سال ۲۰۰۰ جمعیت آن معادل ۶۶۱٬۶۴۵ نفر می‌باشد. بخشداری آن بیکرزفیلد می‌باشد. (از سال ۱۸۷۴)
این شهرستان دارای پشتوانه کشاورزی بزرگی می‌باشد و تولیدکننده بزرگ نفت، گاز طبیعی، نیروهای هیدرو-الکتریکی، نیروهای توربین-بادی و نیروهای وابسته به حرارت مرکزی زمین (ژئوترمال) است.
از سال ۲۰۰۴ کرن بزرگترین شهرستان تولیدکنندهٔ نفت در کالیفرنیا می‌باشد. بیش از یک دهم نفت آمریکا در این شهرستان تولید می‌شود و سه تا از پنج منطقهٔ بزرگ نفتی ایالت متحده در این شهرستان قراردارد. همچنین کرن دارای ثروت‌های معدنی مانند طلا، بوریت و کرنیت می‌باشد.